# Helhest
No folclore dinamarquês, um helhest (dinamarquês "Hel cavalo") é um cavalo de três pernas associado com Hel. O cavalo figura em um número de expressões dinamarquesas tão recentes quanto as do século 19, tais como "han går som en helhest" ("ele anda como um cavalo de hel") para um macho que "se engana barulhentamente", e o helhest é às vezes descrito como indo "em torno do adro em suas três pernas, buscar a Morte." Em Schleswig, uma expressão, no tempo da peste, "die (corrigido por Grimm de der) Hel passea sobre um cavalo de três pernas, destruindo homens." Jacob Grimm teoriza que o helhest originalmente foi o corcel da deusa Hel.